# グラズヘイム
グラズヘイム、もしくはグラズスヘイム（古ノルド語: Glaðsheimr）は、北欧神話に出てくる、地上で一番見事といわれる宮殿のことである。名前の意味は「喜びの世界」である。
『ギュルヴィたぶらかし』第14章には、次のような事が書かれている。
- 万物の父（オーディン）は、アースガルズが作られた後、神殿を作った。それがグラズヘイムで、内部も外側も金一色で輝いている。その中には万物の父が座る高座の他に12の座がある。
- 彼らはもう1つの館を作った。それは女神の神殿で、非常に美しく、ヴィーンゴールヴと名付けられた。

『グリームニルの言葉』第8節には、次のような事が書かれている。
- 黄金色に輝くヴァルハラが広々と建っている第5の場所はグラズヘイムと呼ばれている。フロプト（オーディンの別名）がそこで戦死者を選んでいる。